# Dieter Neuendorf (Politiker)

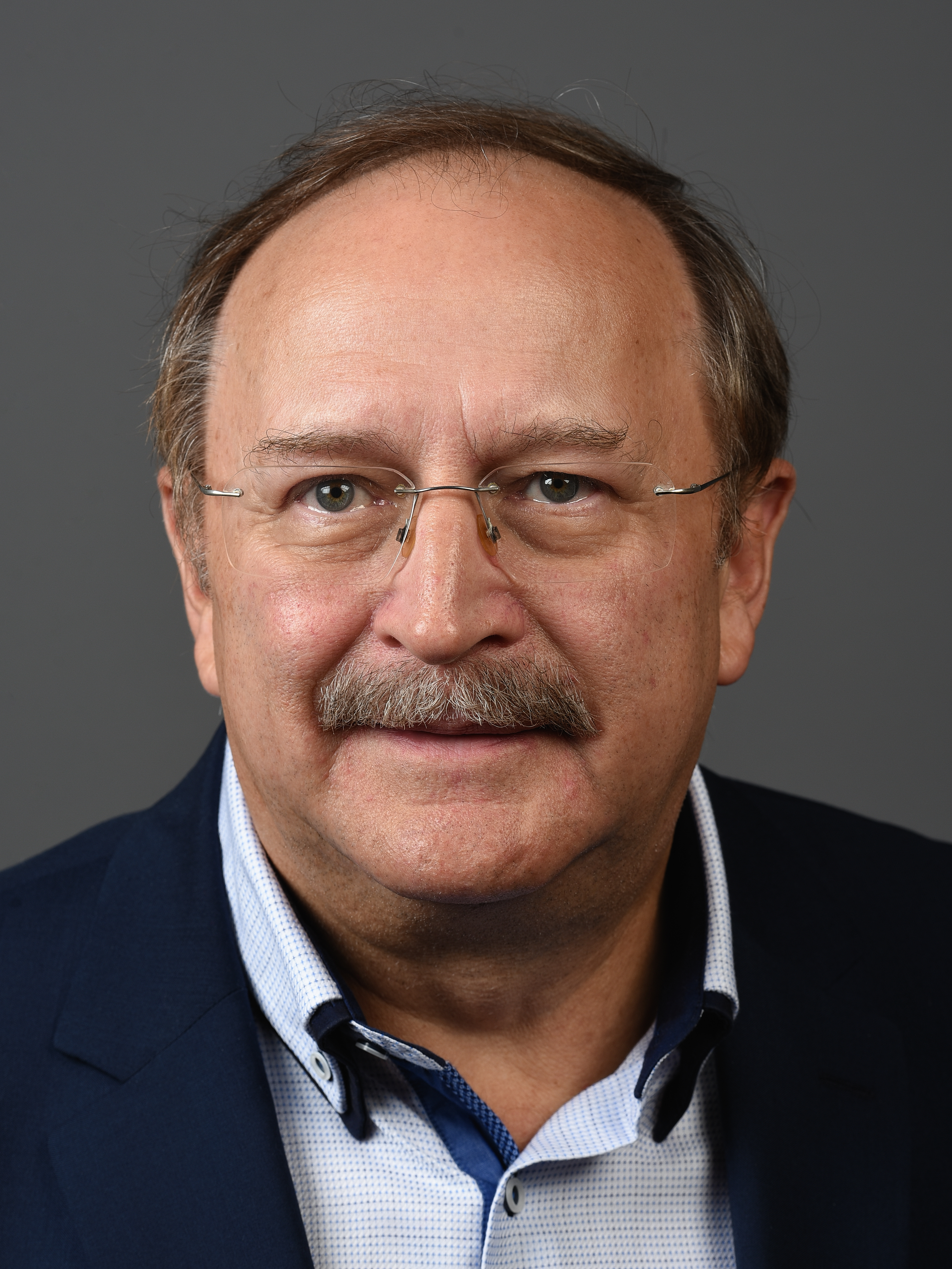
Dieter Neuendorf, 2017

Dieter Neuendorf (* 1953 in Prenzlau, DDR) ist ein deutscher Dermatologe und Politiker der Alternative für Deutschland.

## Leben
Nach dem Abitur leistete Neuendorf von 1971 bis 1973 Wehrdienst, bevor er von 1973 bis 1979 Humanmedizin an der Humboldt-Universität Berlin (Charité) studierte. Es schlossen sich Facharztausbildungen in den Gebieten der Dermatologie und der Chirurgie an. Er ist als Hautarzt in Berlin tätig.
Bei der Wahl zum Abgeordnetenhaus von Berlin 2016 zog er als Abgeordneter in das Abgeordnetenhaus von Berlin ein. Dem 2021 gewählten Abgeordnetenhaus gehört er nicht mehr an.
Neuendorf ist Vorstandsmitglied der AfD im Bezirksverband Reinickendorf.